# Rio Capivari (Pardo)
Der Rio Capivari ist ein etwa 128 km langer linker Zufluss des Rio Pardo im Südosten des brasilianischen Bundesstaats Paraná.

## Etymologie
Der Rio Capivari wird auch Rio do Salto genannt.

## Geografie

### Lage
Das Einzugsgebiet des Rio Capivari befindet sich auf dem Primeiro Planalto Paranaense (Erste oder Curitiba-Hochebene von Paraná) nordöstlich von Curitiba.

### Verlauf
Sein Quellgebiet liegt auf der Grenze zwischen den drei Munizipien Rio Branco do Sul, Colombo und Bocaiúva do Sul auf 950 m Meereshöhe in der Serra de Santana westlich der Serra do Mar etwa 6 km nordöstlich der Ortschaft Morro Grande.
Der Fluss verläuft insgesamt in nordöstlicher Richtung. Er fließt zwischen den Munizipien Bocaiúva do Sul, und Campina Grande do Sul von links mit dem Rio Pardo zusammen, der hier die Staatsgrenze zwischen Paraná und São Paulo bildet. Er mündet auf 317 m Höhe. Die Entfernung zwischen Ursprung und Mündung beträgt 68 km. Er ist etwa 128 km lang. Der Rio Pardo heißt oberhalb der Einmündung des Rio Capivari „Rio Pardinho“.

### Munizipien im Einzugsgebiet
Am Rio Capivari liegen drei Munizipien:
- rechts: Colombo und Campina Grande do Sul
- links: Bocaiúva do Sul.

### Zuflüsse
Die wichtigsten der Nebenflüsse sind:

rechts:
- Rio do Cerne (Capivari)
- Ribeirão Araça
- Rio Bacaetava
- Ribeirão das Capoeiras
- Ribeirão Grande
- Ribeirão da Lapinha
- Ribeirão Marcelina
- Ribeirão do Monjolo
- Rio Palmeirinha
- Ribeirão do Saltinho
- Ribeirão Taquari
- Rio Tucunduva

links:
- Rio Abaixo
- Ribeirão Barra Bonita
- Ribeirão da Cachoeira
- Córrego Flores
- Ribeirão Itapoã
- Ribeirão  do Leão
- Ribeirão da Moenda
- Ribeirão Palmito
- Rio Paraíso
- Rio dos Patinhos
- Rio dos Patos
- Ribeirão Pozinho
- Ribeirão Sumbarê

## Wasserkraftwerk
Etwa 50 km oberhalb seiner Mündung wird der Rio Capivari zu einem 16 km² großen Stausee für das Wasserkraftwerk Usina Hidrelétrica Governador Pedro Viriato Parigot de Souza aufgestaut. Der See liegt an der BR-116 etwa 50 km nordöstlich von Curitiba in Richtung São Paulo. Der Staudamm ist ein 58 m hoher und 370 m langer Erddamm. Vom Damm aus wird das Wasser in den Rio Cachoeira in der Küstenebene umgeleitet, wobei ein Höhenunterschied von etwa 740 Metern erreicht wird. Das Wasser fließt durch einen 15,4 km langen unterirdischen Tunnel, der die Serra do Mar durchquert. Das Kraftwerk steht in der Nähe von Cachoeira de Cima im Munizip Antonina.